# Minas de Rammelsberg

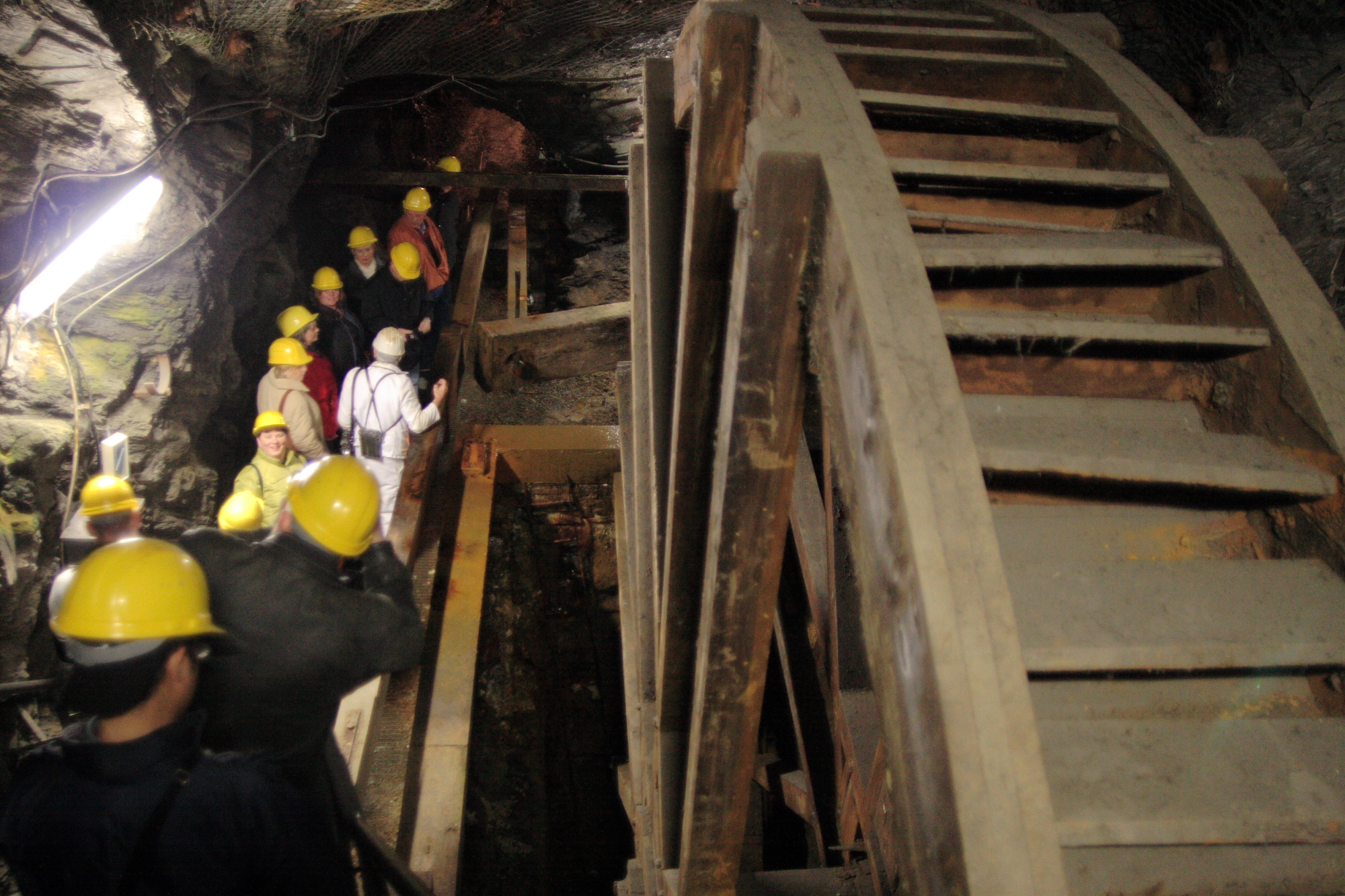
Moinho de água subterrâneo nas Minas de Rammelsberg

As Minas de Rammelsberg são umas minas perto de Goslar, na Alemanha, já consideradas um dos maiores depósitos mineiros do mundo. Em 1991 foram declaradas Património Mundial da UNESCO, juntamente com a Cidade Histórica de Goslar.
Exauridas em 1988, mantiveram-se em funcionamento durante mais de 1.000 anos. Actualmente as minas abrigam um museu.